# Япарсаз
Япарса́з (рос. Япарсаз, башк. Япарһаҙ) — присілок у складі Зілаїрського району Башкортостану, Росія. Входить до складу Матраєвської сільської ради.
Населення — 236 осіб (2010; 284 в 2002).
Національний склад:
- башкири — 95%